# Synchlora suppomposa
Synchlora suppomposa är en fjärilsart som beskrevs av Louis Beethoven Prout 1916. Synchlora suppomposa ingår i släktet Synchlora och familjen mätare. Inga underarter finns listade i Catalogue of Life.